# Ерос Річчіо
Ерос Річчіо (1 грудня 1977, Лукка, Італія) — італійський шахіст. Він гросмейстер заочним шахам, чемпіон світу з Просунуті шахи, віце-чемпіон Європи та бронзовий з італійської національної ICCF, світові чемпіонські FICGS. Він також є автором книги шахові отвори, називається Sikanda.
Він особливо сильний в Просунуті шахи (Advanced Chess), розроблений Гаррі Каспарова. Після перемоги у 8-му PAL/CSS Freestyle турніру (2008), під егідою PAL групи в Абу-Дабі, виграв багато Просунуті Шахові турніри, в яких він брав участь.
Для міжнародних турнірів з шахів Просунуті, які мали місце в період між 2005 е 2013, Infinity Chess га розробила спеціальну класифікацію для ЕЛО кентаврів (чоловік + PC), який бачить перше місце Ерос Річчіо (Сефірот) з 2755 пунктів ЕЛО.
З FICGS виграв четырнадцать чемпіонатів світу поспіль.